# Consolida sulphurea
Consolida sulphurea är en ranunkelväxtart som först beskrevs av Pierre Edmond Boissier och Hausskn., och fick sitt nu gällande namn av Peter Hadland Davis. Consolida sulphurea ingår i släktet åkerriddarsporrar, och familjen ranunkelväxter. Inga underarter finns listade i Catalogue of Life.